# Niney the Observer
Winston „Niney“ Holness, besser bekannt als Niney the Observer, OD (* 7. Dezember 1944 in Montego Bay als George Winston Boswell) ist ein jamaikanischer Sänger und Musikproduzent in den Bereichen Reggae, Dub und Dancehall. Niney arbeitete mit den Künstlern Max Romeo, Dennis Brown und Dennis Alcapone sowie mit den Musikproduzenten Bunny Lee, Lee Perry, Joe Gibbs, King Tubby und Joseph Hoo Kim zusammen.

## Namen
Winston wurde als George Winston Boswell geboren. Seine Eltern trennten sich jedoch während seiner Kindheit und die Mutter heiratete erneut; fortan trug der Sohn den Familiennamen des neuen Ehemanns: Holness. Da Winston durch einen Sägeunfall einen Daumen verloren hatte, verpasste ihm sein Umfeld den Spitznamen „Ninefinger“ bzw. „Niney“ (Neuner). Während seiner Tätigkeit für Joe Gibbs nannte er sich „Destroyer“. In Anlehnung an „Scratch the Upsetter“ (Lee Perry) wählte Holness den Produzentennamen „Niney the Observer“.

## Werdegang
Bereits während seiner Schulzeit gründete Winston eine kleine Band. Nach Beendigung der Schule im Jahr 1966 zog Holness zu einer Tante nach Kingston und befreundete sich mit Derrick Morgan, der ihn mit seinem Schwager Bunny Lee bekannt machte. Durch den Kontakt zu Lee Perry und Linford Anderson alias „Andy Capp“ wurde er an die Arbeit im Tonstudio herangeführt. Bald machte sich Holness als Produzent selbständig und mietete sich über Nacht ein Tonstudio, um Instrumentaltracks zu produzieren, die er anderen Produzenten zur weiteren Verwendung anbieten konnte.
Von Ende 1969 bis Anfang 1970 trat er die Nachfolge von Perry als Toningenieur bei Joe Gibbs an. Für Gibbs produzierte er unter anderem Love of the Common People in der Version von Nicky Thomas und Money in My Pocket von Dennis Brown. Parallel arbeitete er weiter für Bunny Lee. Nach Streitigkeiten mit Gibbs und Lee gründete er sein eigenes Label und produzierte die Single Mr. Brown / Bawling for Merci für Dennis Alcapone.
Mit dem Rhythmusgitarristen Hux Brown, dem Leadgitarristen Earl „Chinna“ Smith und Lloyd Charmers am Mikrofon entstand im Herbst 1970 die sehr erfolgreiche Single Blood and Fire, die 1971 als ‘Jamaican Song of the Year’ ausgezeichnet wurde. Das Geld zur Produktion der Single lieh ihm der Musikproduzent Clancy Eccles. PJ Harvey verwendete 2011 ein Sample daraus in ihrem Song Written on the Forehead. Bei Erscheinen der Single kam es wegen musikalischer Differenzen zu einer körperlichen Auseinandersetzung mit Bob Marley und Glen Adams, in deren Folge Niney ins Krankenhaus eingeliefert wurde. Der Grund für die Auseinandersetzung war die angebliche Ähnlichkeit des Songs mit Duppy Conqueror (Marley) bzw. Love Light (Adams).
Um 1970 wandte sich Niney dem Rastafarianismus zu und wohnte eine Zeitlang mit Max Romeo zusammen, der ebenfalls überzeugter Rastafari ist. Im Jahr 1972 nahmen Romeo, Holness und Perry als Maxie, Niney & Scratch den gemeinsamen Track Babylose Burning (auch: Babylon’s Burning) auf. Bekannt ist der Song vor allem für Romeos ungewöhnliche Eingangszeile: „Not even the dog that piss against the walls of Babylon shall escape Jah wrath.“ Der Satz geht auf ein Bibelzitat aus dem 1. Buch Samuel 25:22 zurück.
In den 1970er Jahren arbeitete Niney mit den Deejays I-Roy, Big Youth und Dillinger. In den frühen 1980er Jahren produzierte er digitale Dancehall-Tracks für das Channel One Studio der Hoo-Kim-Brüder. Nach 30 Jahren Abwesenheit mit längeren Aufenthalten in New York City und London kehrte Niney nach Jamaika zurück und gründete sein Observer Sound Box-Aufnahmestudio. Im Jahr 2019 nahm er seine Karriere als Sänger nach einer 50-jährigen Pause wieder auf.

## Disstracks
Aufgrund seines Charakters und seines besonderen körperlichen Merkmals wurde Niney immer wieder zur Zielscheibe von Disstracks und Spottliedern. In Mr. Chatterbox (1970), der einzigen gemeinsamen Produktion von Bunny Lee mit Bob Marley & The Wailers, wird Niney als nichtsnutziger Schwätzer dargestellt und der Lächerlichkeit preisgegeben („Always carry news all over the place, Mr. Chatterbox, you are a big disgrace!“). Mr. Chatterbox ist eine Neuinterpretation des Ska-Songs Mr. Talkative, den die Wailers bereits 1965 für Coxsone Dodd aufgenommen hatten.
In dem Track Cow Thief Skank von 1973 machten Charlie Ace und Lee Perry ihren Freund und Kollegen als Kuhdieb lächerlich. Thematisiert wird, dass er durch den Viehdiebstahl einen Finger verliert und dass er gern Mokassins trägt. Für die Musikgeschichte bedeutsam ist der Cow Thief Skank, weil Perry in dessen Intro erstmals ein Sample verwendete (This Old Town von den Staple Singers).
In dem Song Nine Finger Jerry Lewis von 1975 machen sich Jimmy & Glen über Niney the Observer lustig.

## Produktionen (Auswahl)
- 1970: Love of the Common People von Nicky Thomas (Trojan)
- 1970: Mr. Brown / Bawling for Merci von Dennis Alcapone & Lizzy (Destroyer)
- 1971: Blood and Fire (Observer Records)
- 1972: Babylose Burning von Maxie, Niney & Scratch (Upsetter Records)
- 1974: Cassandra von Dennis Brown (Observer)
- 1974: Half Way up the Stairs von Delroy Wilson (Observer/Dip/Dixieland)
- 1975: Dubbing with the Observer von den Observer All Stars & King Tubby (Trojan)
- 1976: Sledge Hammer Dub in the Street of Jamaica (Observer)
- 1977: Slave Master von Gregory Isaacs (The Thing/Third World)
- 1990: Observer Station (Heartbeat Records)
- 2002: At King Tubby’s – Dub Plate Specials 1973–1975 (Jamaican Recordings)
- 2005: Blood & Fire – Hit Sounds from the Observer Station 1970–1978 (Trojan)
- 2009: Roots with Quality (17 North Parade)

## Filmografie
- I Am the Gorgon: Bunny ‚Striker‘ Lee and the Roots of Reggae. Regie: Diggory Kenrick, 2013.